# Górki (powiat pajęczański)
Górki – wieś w Polsce położona w województwie łódzkim, w powiecie pajęczańskim, w gminie Strzelce Wielkie.
| SIMC    | Nazwa     | Rodzaj    |
| ------- | --------- | --------- |
| 1039955 | Przydatki | część wsi |

W latach 1975–1998 miejscowość administracyjnie należała do województwa częstochowskiego.